# Scabiosa praemontana
Scabiosa praemontana är en tvåhjärtbladig växtart som beskrevs av Privalova. Scabiosa praemontana ingår i släktet fältväddar, och familjen Dipsacaceae. Inga underarter finns listade i Catalogue of Life.